# ケリュネイアの鹿

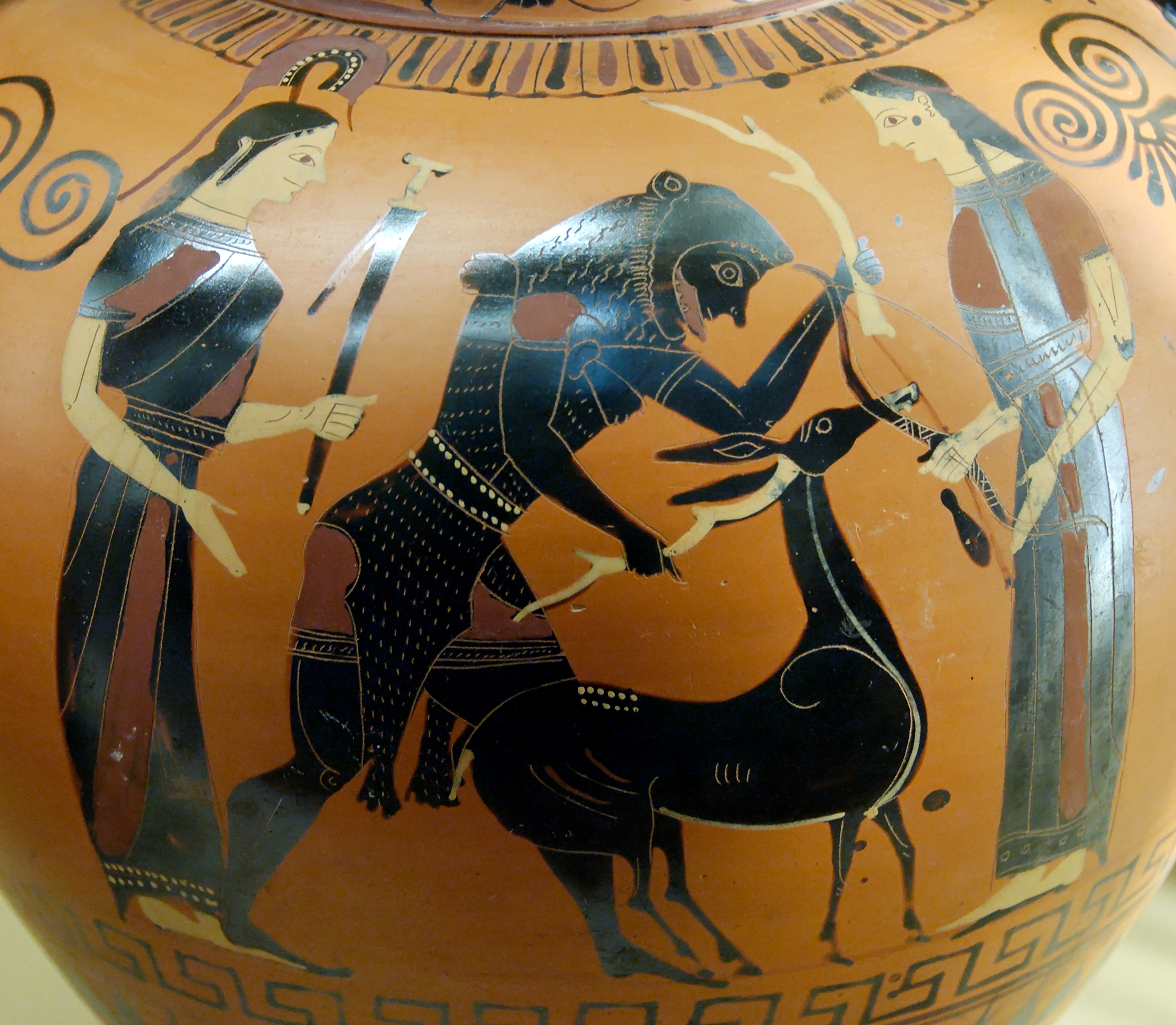
紀元前540 - 530年頃のアンフォラに描かれた、ケリュネイアの鹿を捕らえるヘーラクレース。左はアテーナー、右はアルテミス。

ケリュネイアの鹿（ケリュネイアのしか、古代ギリシャ語: Κερυνῖτις ἔλαφος, ラテン文字転写: Elaphus Ceryniti）は、ギリシア神話に登場する巨大な雌鹿。女神アルテミスの聖獣でもある。
黄金の角と青銅の蹄を持っており、矢よりも素早く動くことができたという。この鹿は、アルテミスがリュカイオン山中で草を食っているのを見つけ、自ら捕まえた鹿である。全部で5頭おり、内4頭はアルテミスが自分の戦車に繋いだ。残りの1頭は脚が速すぎる為、狩猟の神でもあるアルテミスでも捕まえることができなかった。その後、ヘーラーの命令でその鹿はヘーラクレースを試すために、ケリュネイアの山中に放された。
ケリュネイアの鹿の捕獲は、ヘーラクレースの12の功業の一つであった。

## ヘーラクレースの第3の功業
ヘーラクレースは前の2つの功業（ネメアーの獅子退治とヒュドラー退治）を成し遂げたので前回よりも難しい3番目の試練を考え出すのには多くの時間を費やさねばならなかった。その為、エウリュステウスは大いに腹を立てた。そこでエウリュステウスは第3の試練をケリュネイアの鹿を捕らえさせることに決めた。しかしこの鹿はアルテミスの捧げ物なので生け捕りにすること、とされた。
ケリュネイアの鹿はあまりにも足が速かった為、ヘーラクレースはまる1年間もギリシア、トラーキア、イストリア、ヒュペルボレイオスを通って徒歩で雌ジカを追い続けた。そして1年後ヘーラクレースはやっと雌ジカがラードーン川の水を飲むために止まったときに矢（この矢にはヒュドラーの血が塗ってある）で脚を射捕らえた。
エウリュステウスはアルテミスの聖獣を捕まえるという試練を課すことによって、アルテミスを激怒をさせることを望み、ヘーラクレースにこの試練を与えた。 雌ジカを捕らえ、家路を急いでいるとヘーラクーレスは偶然、アルテミスの双子の兄、アポローンに遭遇した。アルテミスとアポローンは鹿が殺されていると思い込み、激怒したが、ヘーラクレースが苦行の一環として鹿を捕らえねばならなかったこと、まだ鹿が生きていることを説明しアルテミスに鹿を絶対返すことを約束するとアルテミスの怒りは静まった。こうして、アルテミスにヘーラクレースを罰させるエウリュステウスの計画は挫かれたのだった。
その後ヘーラクレースは無事ミュケーナイにつき、第3の試練も無事終了した。その後、この鹿はアルテミスに返されたという。

## 起源
角の生えた雌ジカは当時のギリシアには居なかったが、この話にでてくる雌ジカには角が生えている。これは馴鹿を思わせる（他の鹿と異なりトナカイはメスでも角が生えている）。 そこでイギリスの文学作家ロバート・グレーヴスは、この神話の起源がトナカイのいる北方の古い話ではないかと考えた。